# Wang Tung-ming
Wang Tung-ming (čínsky pchin-jinem Wáng Dōngmíng, znaky zjednodušené 王东明; * 29. července 1956) je čínský komunistický politik, místopředseda stálého výboru Všečínského shromáždění lidových zástupců a předseda Všečínské federace odborů (obojí od 2018). Předtím působil jako tajemník s’čchuanského provinčního výboru Komunistické strany Číny (2012–2007). Od roku 2007 je členem ústředního výboru KS Číny. Vzděláním filozof, v letech 1982–2000 pracoval v různých funkcích v orgánech komunistické strany, svazu mládeže a regionální administrativy v provincii Liao-ning, naposled jako vedoucí organizačního oddělení provinčního výboru KS Číny. V letech 2000–2012 působil v centrálním aparátu komunistické strany jako zástupce vedoucího organizačního oddělení ÚV KS Číny a pak ředitel úřadu ústřední komise pro institucionální organizaci KS Číny.

## Život
Wang Tung-ming se narodil roku 1956 v Pen-si na východě provincie Liao-ning. Po střední škole vstoupil roku 1975 do Komunistické strany Číny a odešel pracovat na venkov. Roku 1978 zahájil studium filozofie na Liaoningské univerzitě. Po promoci roku 1982 působil v různých funkcích v místních orgánech komunistické strany, svazu mládeže a regionální správy v Liao-ningu (zástupce tajemníka obecního výboru KS Číny, tajemník prefekturního výboru svazu mládeže, zástupce tajemníka a tajemník různých okresních výborů KS Číny, místostarosta Liao-jangu). V letech 1996–2000 vedl organizační oddělení liaoningského provinčního výboru KS Číny.
Roku 2000 byl přeložen do Pekingu na místo zástupce vedoucího organizačního oddělení ústředního výboru KS Číny. V letech 2007–2012 vedl úřad ústřední komise pro institucionální organizaci KS Číny. Na XVII. sjezdu KS Číny v říjnu 2007 byl zvolen členem ústředního výboru (znovuzvolen roku 2012, 2017 a 2022).
V listopadu 2012 převzal funkci tajemníka s’čchuanského provinčního výboru KS  Číny namísto Liou Čchi-paoa a v lednu 2013 byl zvolen i předsedou stálého výboru s’čchuanského provinčního lidového shromáždění (do ledna 2019).
V březnu 2018 byl zvolen místopředsedou stálého výboru Všečínského shromáždění lidových zástupců (parlamentu) a předsedou Všečínské federace odborů, současně rezignoval na funkce ve vedení stranické organizace S’-čchuanu. V březnu 2023 byl znovuzvolen místopředsedou stálého výboru Všečínského shromáždění lidových zástupců na další funkční období a v říjnu 2023 byl analogicky znovuzvolen předsedou odborů. 